# Bivacco Donato Zeni
Il bivacco D. Zeni è un bivacco sito nel comune di San Giovanni di Fassa, nella frazione di Pozza di Fassa a 2.100 m di quota. La struttura dispone di 5 posti letto.

## Storia
Il bivacco è stato costruito nel 1970 dal Club Alpino Accademico Italiano ed è in gestione alla Società degli alpinisti tridentini dal 1996.
 Il bivacco è stato intitolato a Donato Zeni, medico originario di Vigo di Fassa. Zeni era un alpinista accademico, morto durante un’ascensione alle Torri del Sella nell'anno 1965, noto per la partecipazione alla spedizione del 1958 al Gasherbrum IV organizzata dal Club Alpino Italiano.

## Caratteristiche e informazioni
Si tratta di una struttura in metallo, sempre aperta. Il bivacco viene utilizzato come punto di appoggio per traversate escursionistiche delle valli circostanti e per attività alpinistiche.

## Accessi

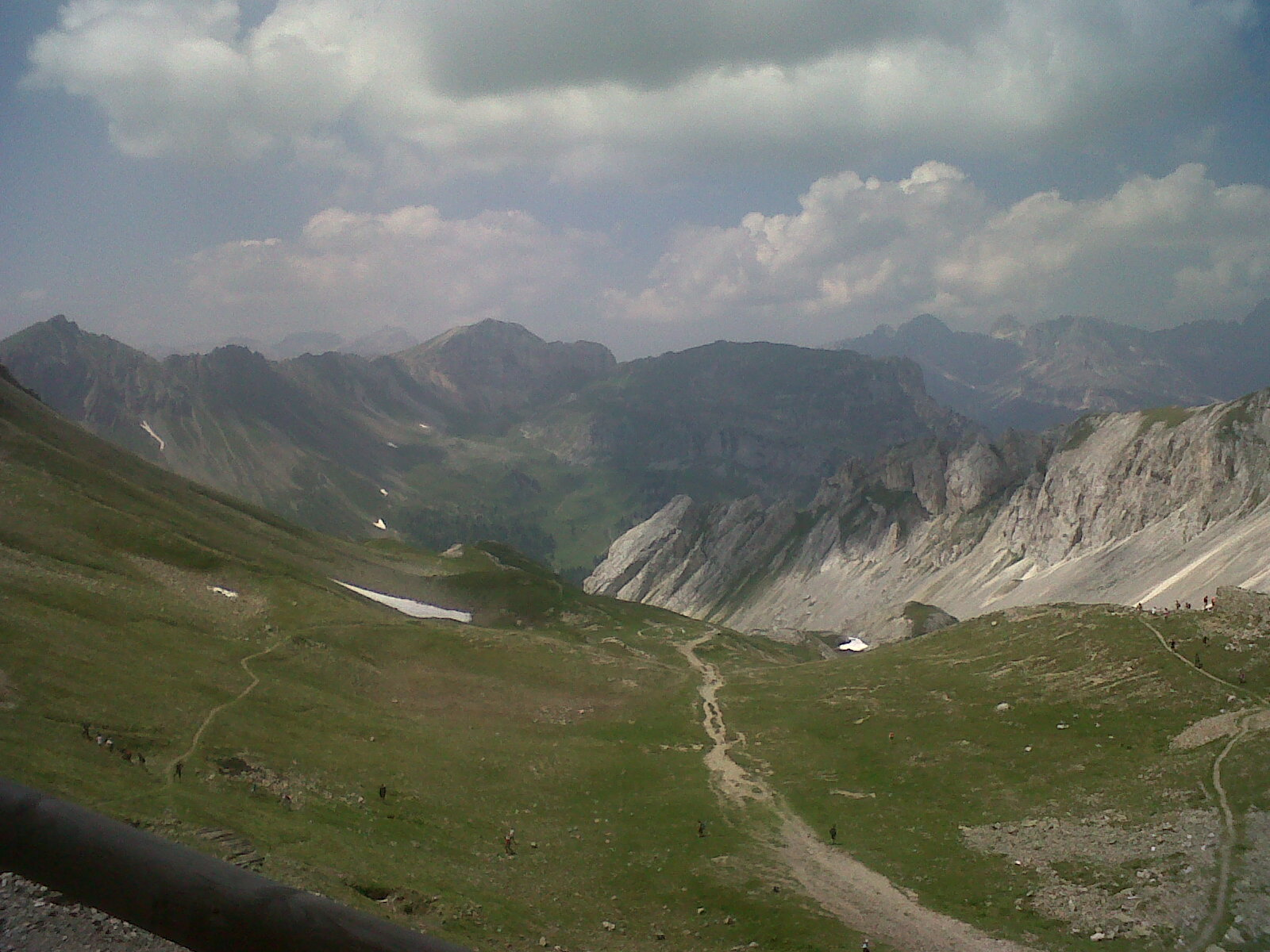
La Val delle Selle con a sinistra la cresta dei Monzoni, la Vallaccia e Cima Undici in fondo

Il bivacco si trova nella Vallaccia: nel Gruppo della Marmolada e più specificamente nel Sottogruppo Monzoni-Vallaccia.
- Nella Val Vallaccia passando per la Forcella Vallaccia, quota 2.468 m, si arriva al bivacco Donato Zeni, a quota 2.100 m, passando per i sentieri n.615 e  n.624.
- Dalla Val dei Monzoni per il sentiero n.635 e poi per il n.615.

## Ascensioni
- Punta Vallaccia
- Cima Undici (Vallaccia) / Sas da le Undesc
- Cima Dodici (Vallaccia)
- Cima Vallaccia